# インド統計大学
インド統計大学（Indian Statistical Institute / ISI）は、統計および関連する自然科学・社会科学の研究、教育および応用開発に特化したインドの特徴ある大学である。1931年12月17日にP・C・マハーラノービスによって、管区大学の一室を用いてコルカタに設立され、1959年に議会法により国家重要機関に指定された。

## 概要
インド統計大学は、「多様性の調和」（UNITY IN DIVERSITY）を主義として掲げている。大学で行なわれる多様な研究が、統計学の発展という一致した目標を持って行なわれることを意味している。
インド統計大学の設立目的は、以下のように定められている。
1. 統計に関する知識の研究と普及、統計の理論と方法の開発、および研究における統計の活用と実務への応用を通して、国家の発展と社会の福祉に寄与すること。
2. 統計と、自然科学および社会科学の諸分野との相互発展の観点から、自然科学と社会科学の研究を行なうこと。
3. 経営と生産の計画と効率改善のために、一連の情報、調査、計画および応用研究を提供し実行すること。

## 組織
本部はコルカタの北部郊外に設置されている。また、デリーとバンガルールの2箇所に、附属センターが置かれている。さらに、インド国内各地に付属施設が置かれている。
統計の研究とそれに関する訓練が、インド統計大学の基本的な活動であり、本部と附属センターにおいて主に行なわれる。また、各地の付属施設を通して、インドにおける統計の品質向上や研究活動を行なっている。
研究員250名、補助研究員1000名が所属して、研究に従事している。
開設されている課程は、以下の通りである。
- 統計学学士課程　（B.Stat.Hons.）
- 数学学士課程　（B.Math.Hons.）
- 統計学修士課程　（M.Stat.）
- 数学修士課程　（M.Math.）
- 理学修士（定量経済学）課程　（M.S. in Quantitative Economics）
- 工学修士（電算機科学）課程　（M.Tech. in Computer Science）
- 工学修士（品質・信頼性・オペレーションズリサーチ）課程　（M.Tech. in Quality, Reliability and Operations Research）

また、統計、数学、定量経済学または電算機科学の分野における研究成果により、理学博士号も授与される。